# Wessam Salamana
Wessam Salamana, auch Wessam Slamana (arabisch وسام سلامانا, DMG Wisām Salāmānā; * 26. Oktober 1985 in Damaskus) ist ein syrischer Amateurboxer und Olympiateilnehmer von 2012 im Bantamgewicht und 2020 im Leichtgewicht.

## Karriere
Der mehrfache syrische Meister gewann 2009 die Goldmedaille bei den Arabischen Meisterschaften in Kairo und eine Bronzemedaille bei den Mittelmeerspielen in Pescara. Er war dabei im Halbfinale knapp mit 1:2 gegen Vittorio Parrinello unterlegen. Bei den Weltmeisterschaften 2009 in Mailand besiegte er David Ponce und Garnik Harutyunyan, ehe er im Achtelfinale gegen Chatchai Butdee ausschied.
2010 gewann er jeweils eine Bronzemedaille bei den Panarabischen Militärspielen in Kairo und den Asienspielen in Guangzhou. Er verlor dabei in den Halbfinalkämpfen gegen Mohammed Ouadahi bzw. Worapoj Petchkoom. Bei der Asiatischen Olympiaqualifikation 2012 in Astana verlor er erst im Finale gegen Shiva Thapa und erreichte somit den zweiten Platz. Dieser berechtigte ihn zur Teilnahme an den Olympischen Spielen 2012 in London, wo er jedoch im ersten Kampf gegen Kanat Abutalipow ausschied.
2015 floh er aufgrund des Bürgerkriegs in Syrien mit seiner Frau und seinen zwei Kindern nach Deutschland und trainiert dort mit Unterstützung eines IOC Refugee Athlete-Stipendiums in Saarbrücken. 
Für das Refugee Olympic Team nahm er an den 2021 in Tokio ausgetragenen Olympischen Spielen teil, wo er in der Vorrunde gegen Wanderson de Oliveira ausschied.
2023 wurde er Deutscher Meister im Federgewicht.